# Tom Webb-Bowen
Tom Webb-Bowen (17 gennaio 1879 – 29 ottobre 1956) è stato un aviatore inglese.
Il Vice maresciallo dell'aria Sir Tom Ince Webb-Bowen fu un comandante della Royal Air Force durante la prima metà del XX secolo.

## Biografia
Webb-Bowen fu inizialmente diretto in un battaglione della milizia del Middlesex Regiment, in seguito ottenne un incarico militare regolare nel Bedfordshire Regiment e fu nominato Aiutante del Madras Volunteer Corps mentre prestava servizio in India. Trovandosi inadatto alla vita reggimentale, Webb-Bowen imparò a volare nel 1912. Dopo diverse settimane come flight commander del Royal Flying Corps, fu inviato alla Central Flying School come istruttore dove dal 7 agosto 1914 servì come Assistant Commandant.
L'8 marzo 1915 il maggiore Webb-Bowen assunse il comando del No. 2 Squadron RFC mentre lo squadron si trovava a Merville, in Francia. Durante il suo breve mandato ci furono due eventi significativi. In primo luogo, a causa della difficoltà subita dalle truppe di terra nel comunicare la loro avanzata al comando superiore, è stata sviluppata una tecnica in base alla quale le truppe a terra potevano trasmettere la loro posizione posando strisce di stoffa bianca sul terreno. (Queste strisce sono chiamate "Popham strips" in un romanzo ed il predecessore di Webb-Bowen era Robert Brooke-Popham.) Gli aerei del No. 2 Squadron avrebbero poi trasmesso per WT le coordinate rilevate. Il secondo evento storicamente significativo fu il premio della prima Victoria Cross assegnato per coraggio in aria, al tenente William Rhodes-Moorhouse. Il maggiore Webb-Bowen consegnò il comando al Maggiore John Becke nel giugno 1915 dopo il suo incarico all'Home Establishment. Continuò il suo servizio di guerra comandando il No. 3 Wing RFC dal maggio 1915 e poi come Brigadier-General Commanding prima II Brigade RFC, poi VII Brigade RFC e poi II Brigade di nuovo. Comandò queste brigate in Francia e in Italia.
Per il coordinamento dell'attività dei reparti aerei del Royal Flying Corps (R.F.C.), il 18 novembre 1917 fu costituita a Mantova la VII Brigade, al comando del Generale di Brigata Tom Webb-Bowen. Il 26 marzo 1918, con lo staff della VII Brigata, è tornato in Francia.
Dopo la guerra nel 1920 fu nominato Air Officer Commanding South Eastern Area e poi Air Officer Commanding RAF Indian Air Force. Fu nominato Air Officer Commanding No. 3 Group RAF nel 1923, Air Officer Commanding Inland Area nel 1924 e Air Officer Commanding RAF Middle East Command nel 1925. Nel 1930 divenne Air Member for Personnel, nel 1931 comandante dell'Air Officer Commanding Wessex Bombing Area, prima di ritirarsi il 26 settembre 1933.
Fu richiamato durante la seconda guerra mondiale come Duty Air Commodore nella sala operativa del Fighter Command.